# Dwór w Chocieborowicach
Dwór w Chocieborowicach – zabytkowy dwór wybudowany w 1776 r., w miejscowości Chocieborowice – wsi w Polsce, w województwie dolnośląskim, w powiecie górowskim, w gminie Wąsosz.

## Historia
Zabytek jest częścią zespołu dworskiego, w skład którego wchodzą jeszcze: park (relikt) z XVIII-XIX w. oraz oficyna z końca XVIII w.